# レクサー・リサーチ
レクサー・リサーチ(LEXER RESEARCH)は、日本発のベンチャー企業で、仮想化技術やバーチャルリアリティ技術の独自技術を有するソフトウェア会社。

## 概要
小松製作所・生産技術研究所に勤務した研究者を創業者として、1993年に設立された。
ヒューマン・インターフェースとしてバーチャル・リアリティ技術の開発を行い、aWORLD、AsseyWORK、eRealityなどのバーチャル・リアリティ・ソフトウェアを製品化した。
2007年には、製造業での生産工場の工程設計業務へ展開し、生産ラインを仮想化して仮想カイゼンを行う工程設計ソフトウェアGP4を開発し、発売した。製造業、特に主要自動車メーカー、電機メーカー、重工業などを顧客としており、製造業のグローバル展開の支援や、国内製造業の競争力強化に活用されている。
創設以来、自社での製品販売体制を取っていたが、2011年5月、富士通と業務提携を行い、GP4を同社製品として移管した。
2013年には、物流設計、工程設計を行うクラウド・サービス、Space☆Finder (Space Aster Finder)を開発し、サービスを開始し、離散系シミュレーションをクラウド・サービスとして提供している。自動車メーカー、電機メーカーを主な顧客としている。
また近年は、製造分野はもとより、製造業以外のサービス産業へも展開している。
2012年、経済産業省の表彰制度である第４回ものづくり日本大賞・経済産業大臣賞に選ばれた。